# Nyctemera nigrovena
Nyctemera nigrovena är en fjärilsart som beskrevs av Swinhoe 1903. Nyctemera nigrovena ingår i släktet Nyctemera och familjen björnspinnare. Inga underarter finns listade i Catalogue of Life.